# Charolesa
La charolesa (Charolais en francés, pronunciado [ʃaʁɔlɛ]) es una raza vacuna autóctona de Francia, en concreto del distrito de Charolles. Está considerada como una de las mejores razas productoras de carne.

## Morfología
Tiene una capa blanca o crema uniforme. Los cuernos son cortos.
Los animales son grandes (145 cm, y 1000 a 1400 kg en los machos; y 140 cm, y 710 a 900 kg en las hembras).

## Aptitudes
Es una antigua raza de uso múltiple, convertida en una raza de carne. Es una raza que tiene una muy buena conformación cárnica. Es apreciada por la calidad de su carne, de bajo contenido en grasa derivado de su pasado como raza de trabajo. Para promover las cualidades de la raza, los profesionales organizan desde hace más de un siglo concursos donde los animales son clasificados por los expertos.

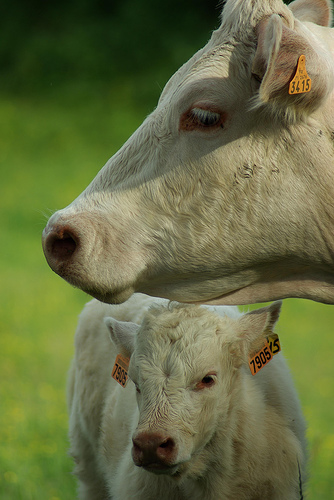
Vaca charolesa con su becerro.

Las vacas son apreciadas por sus cualidades de cría:
- Fertilidad y prolificidad (alta tasa de partos de gemelos)
- Buena producción de leche para la alimentación de los terneros (la mejor entre las razas de carne)
- Muy alta velocidad de crecimiento (hasta 2,5 kg por día)
- Animal rústico, con una buena capacidad de adaptación a diferentes condiciones de cría, notablemente una elevada ganancia de peso con forrajes bastos.

La selección tiene como objetivo mejorar la capacidad de parto, sobre todo la facilidad de parto para el uso de toros charoleses sobre razas lecheras (en particular, la raza normanda, de esa región del norte de Francia, a partir de 1960) en crecimiento.
Los toros charoleses son muy demandados para la exportación y sus precios son muy elevados pues se considera que transmiten a sus descendientes sus cualidades cárnicas.

### Poblaciones

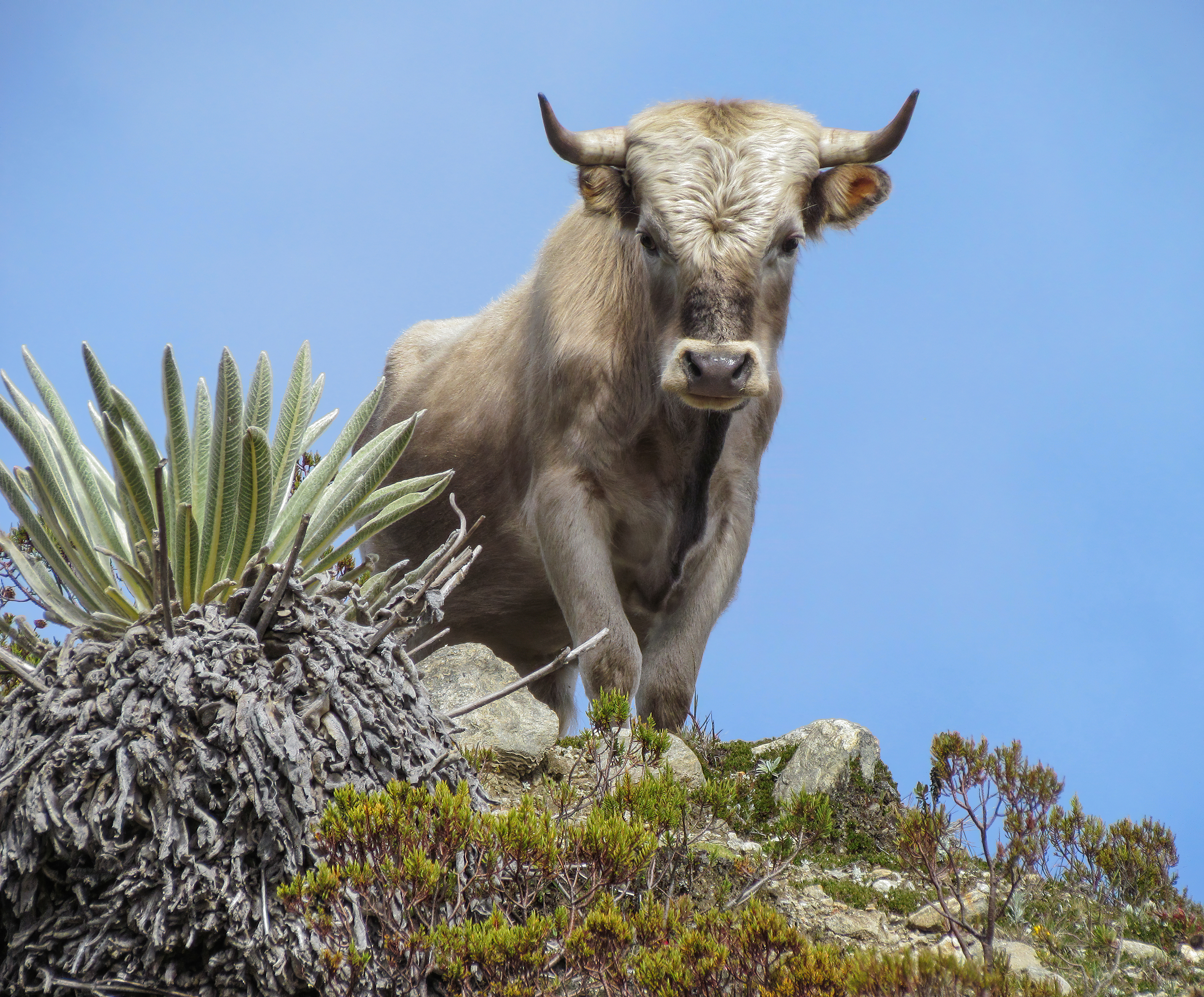
Toro charolés salvaje en Mérida, Venezuela.

En 2004, la cabaña de la raza charolesa francesa era de aproximadamente 1,7 millones de individuos, que incluyen alrededor de 105.000 vacas registradas en el libro genealógico, de las cuales el 95 % se crían de raza pura. Los machos son 75.000, de los cuales 3.000 están inscritos y el 30 % se crían para inseminación artificial. El almacenamiento de semen y embriones va en aumento. La raza está presente en casi todas las regiones de Francia, especialmente en su región de origen (Borgoña) y en el oeste (Vandea).
Exportado muy pronto (a partir de 1879 a América del Sur), se encuentra en cerca de setenta países de los cinco continentes. A menudo, la cría de raza pura se limita a la producción de reproductores. La crianza cárnica local utiliza razas localmente adaptadas, cruzándolas con toros charoleses.

## Ubicación
Podemos encontrar ejemplares de la raza en el norte de México, Francia, España, Canadá, Suecia, Japón, Brasil, Uruguay, Perú, Chile, Colombia, Estados Unidos y Argentina.
Fuente: raza charolais Archivado el 7 de junio de 2020 en Wayback Machine.